# Keri (eiland)
Keri (Zweeds: Kockskär) is een eiland van 3,1 hectare in de Finse Golf en behoort tot Estland. Het is gesitueerd op ongeveer zes kilometer ten noorden van het eiland Prangli en is een van de noordelijkste eilanden van Estland. Op het eiland bevindt zich de vuurtoren van Keri.
Het onbewoonde eiland behoort tot de gemeente Viimsi in de provincie Harjumaa.

## Geschiedenis
Keri werd voor het eerst vermeld in 1623. In 1719 werd op het eiland in opdracht van Peter de Grote een eerste vuurtoren gebouwd. De huidige vuurtoren werd gebouwd in 1803. Tijdens het boren naar een bron werd in 1902 aardgas ontdekt. Van 1906 tot 1912 werd het gas gebruikt om de vuurtoren van elektriciteit te voorzien en om andere gebouwen op het eiland te verwarmen. In 1912, na een seismische impuls, stopte de gasstroom. Het eiland is slechts bewoond geweest door de gezinnen van de vuurtorenwachters. De laatste wachter verliet het eiland in september 2002. Sindsdien werkt de vuurtoren automatisch, de stroom wordt verkregen van een windturbine en zonnepanelen.

## Galerij

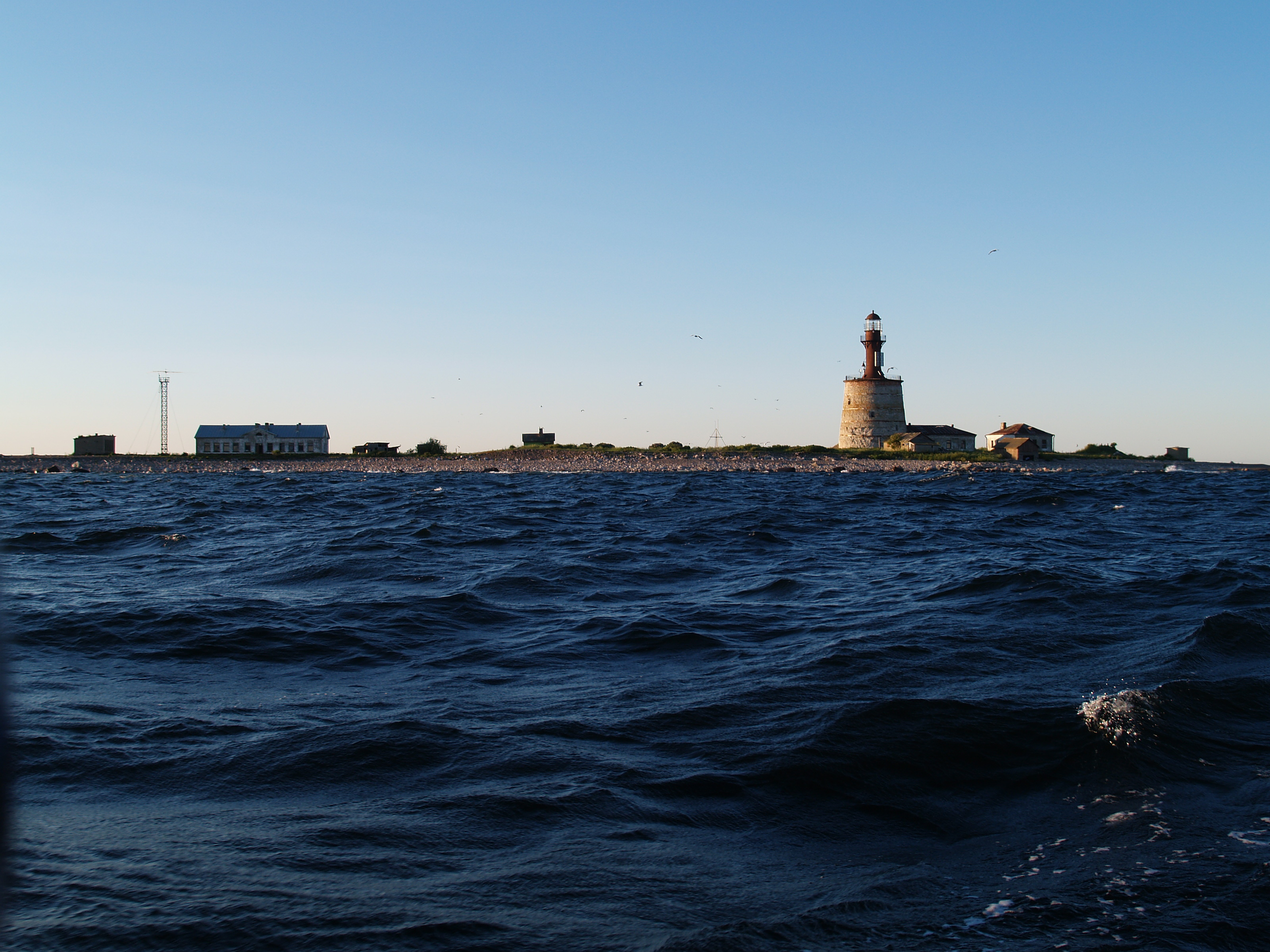
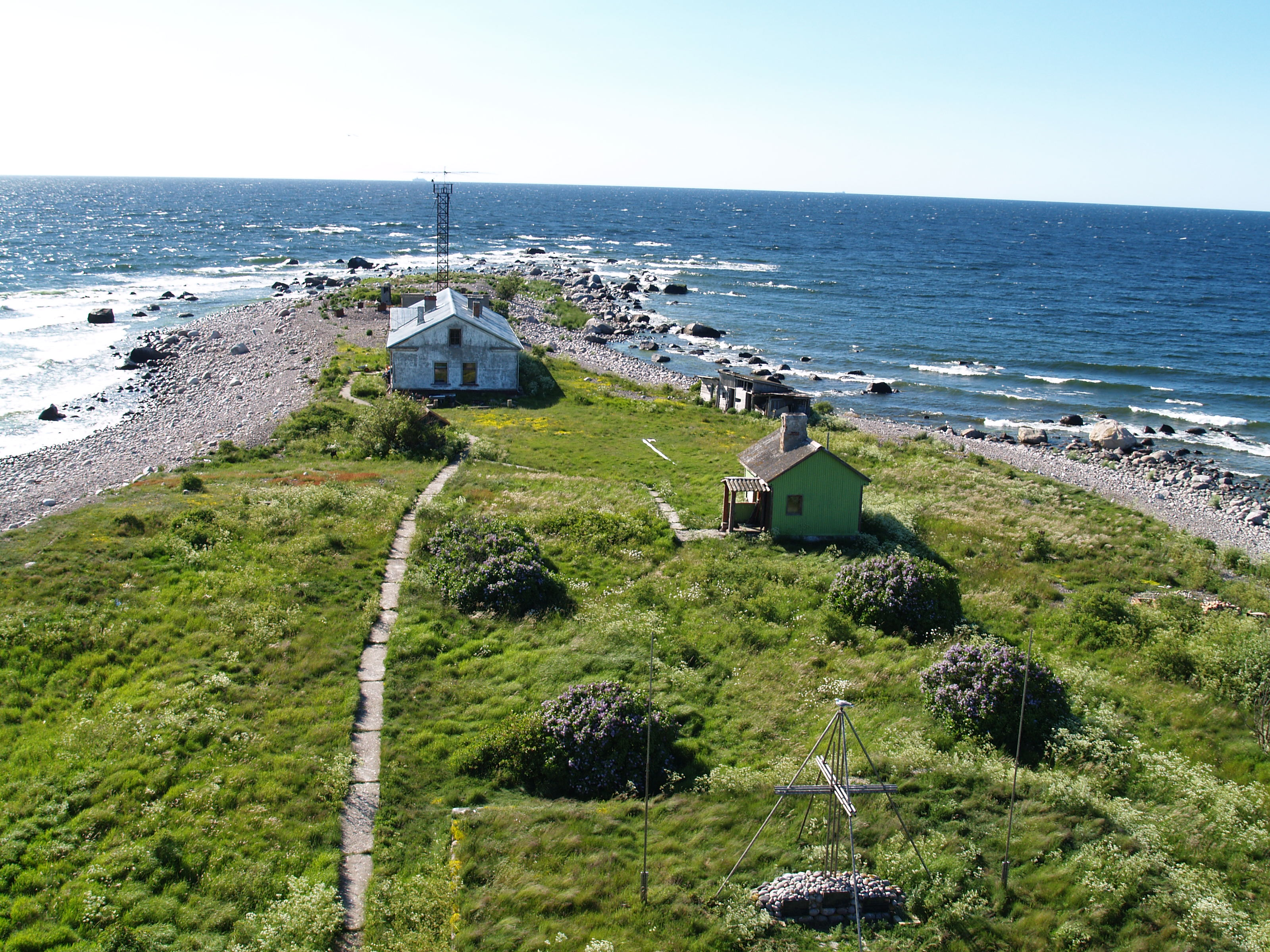
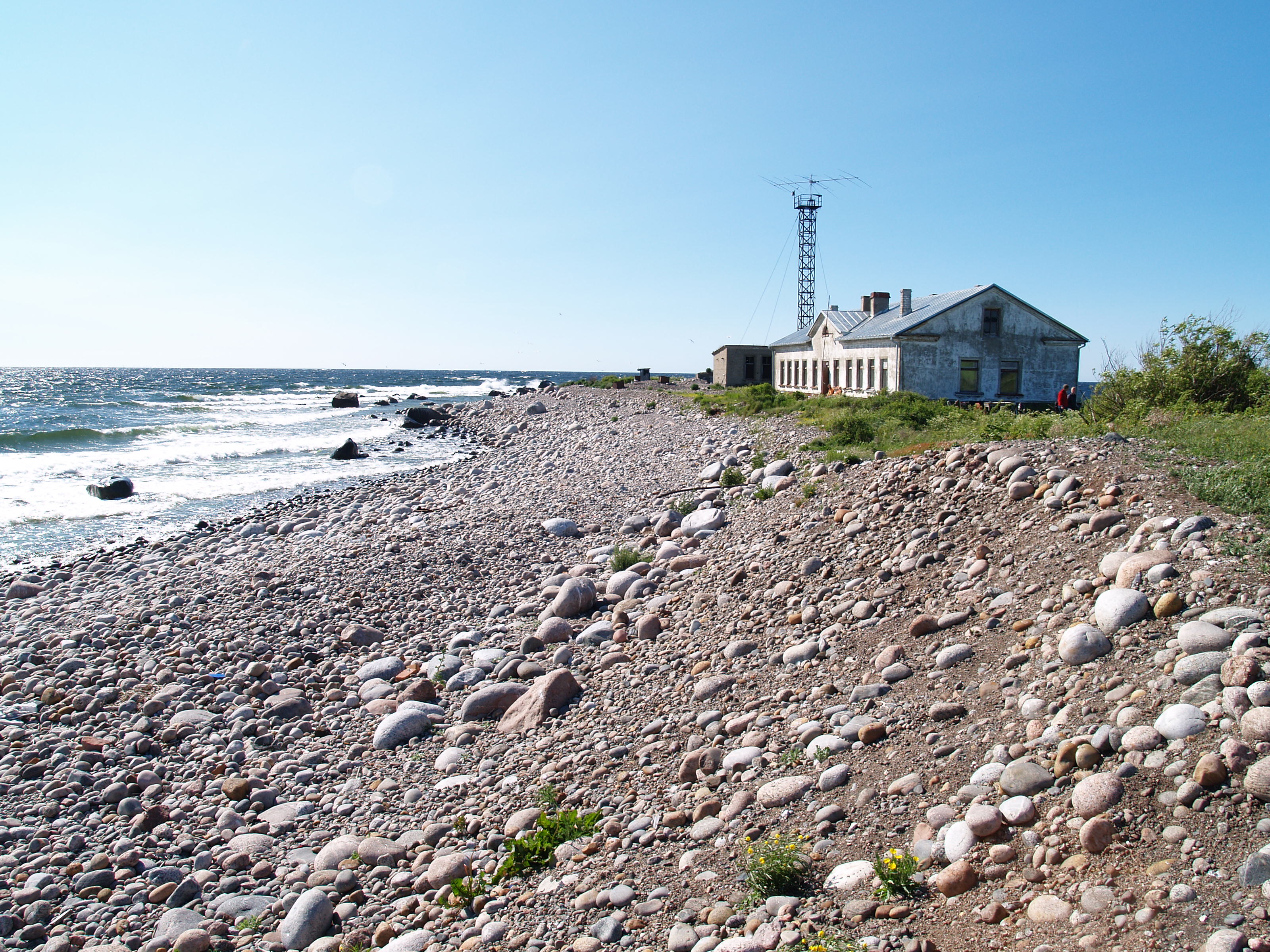
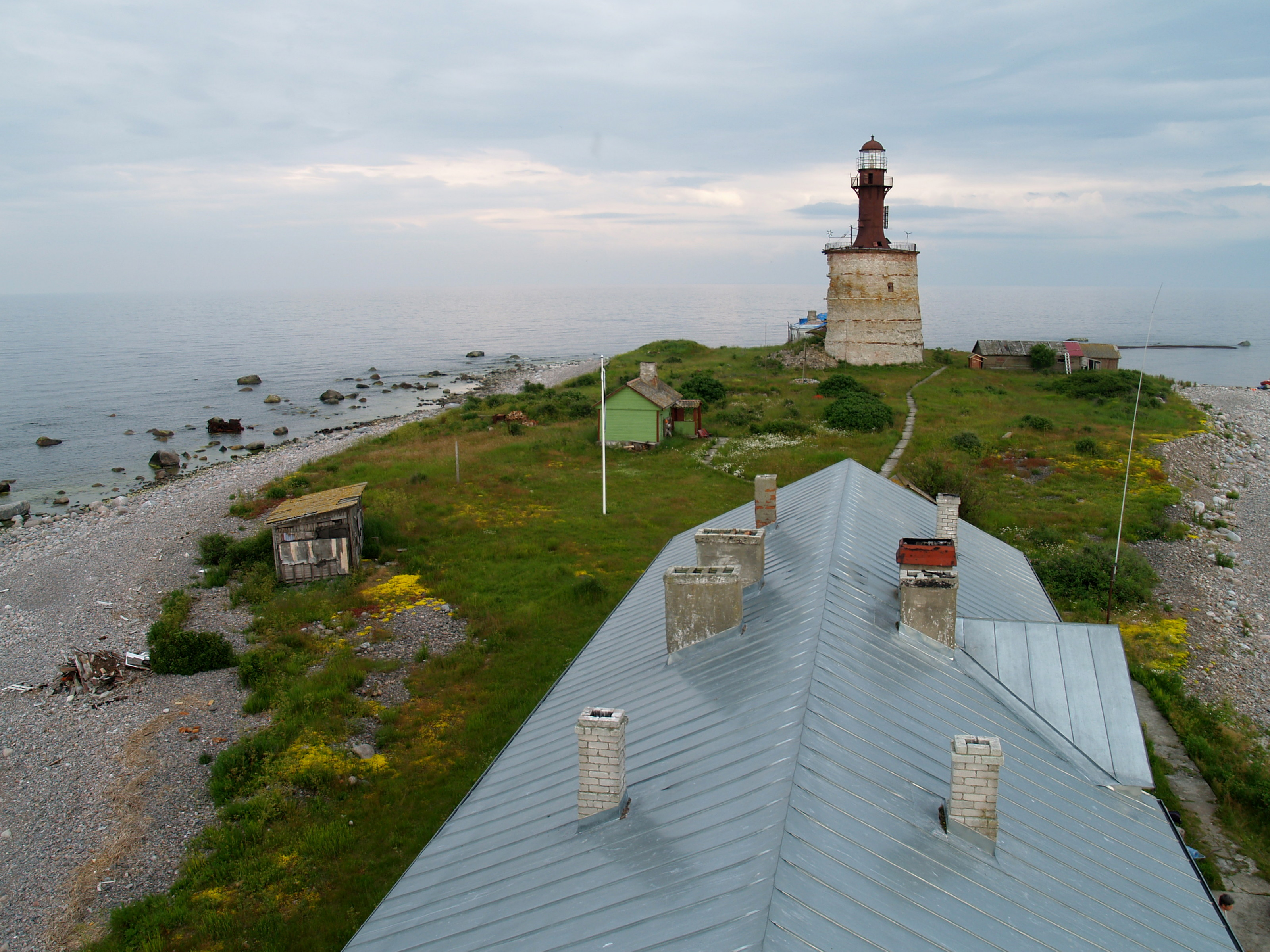
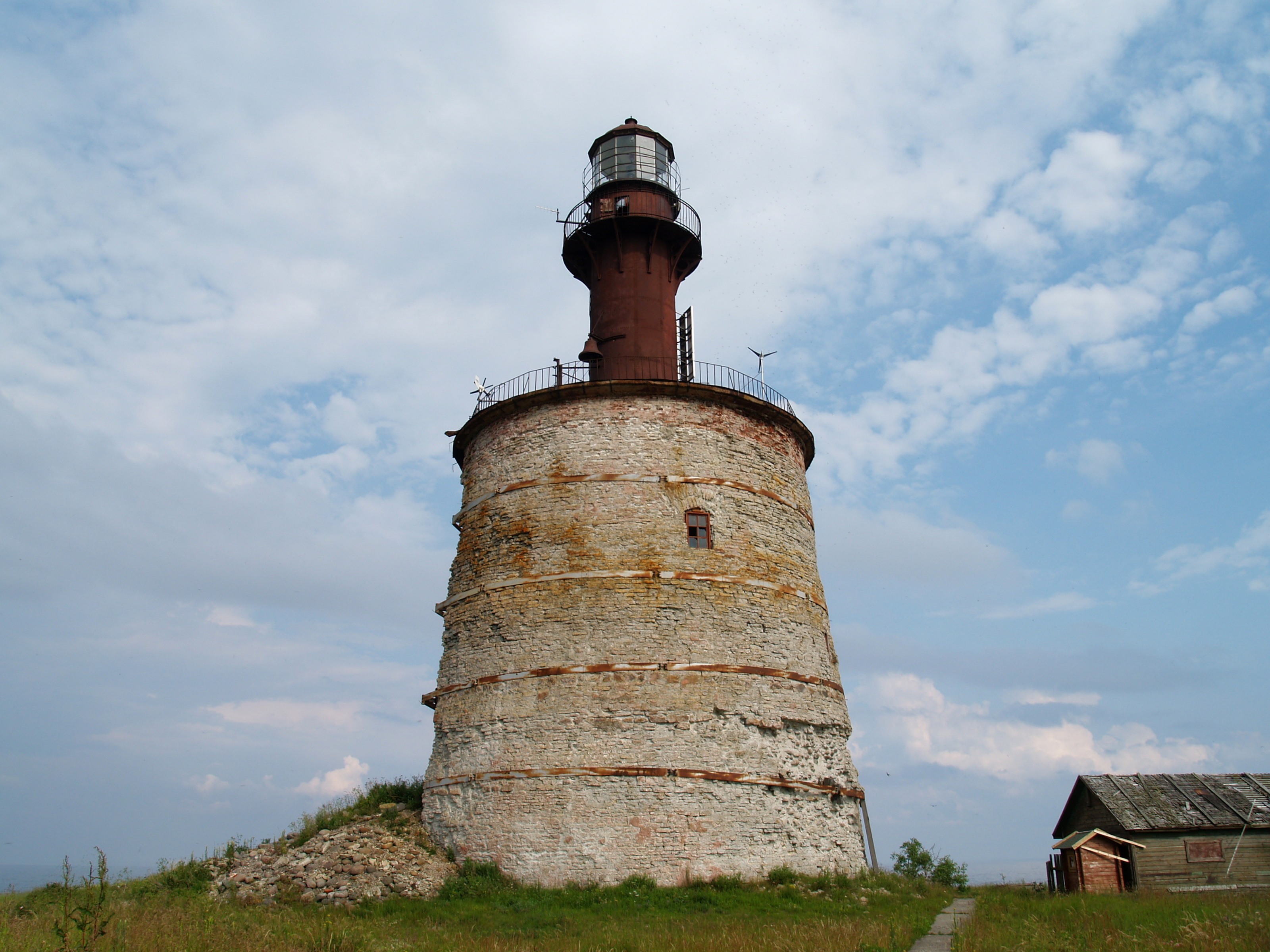